# Ворончак Володимир Іванович
Володимир Іванович Ворончак (нар. 23 серпня 1951, м-ко (нині м.) Хоростків Гусятинського району Тернопільської області, Україна) — український майстер художнього різьблення по дереву, педагог, громадський діяч. Член Національних спілок майстрів народного мистецтва (1992) та журналістів (2010) України. Заслужений майстер народної творчості України (2005).

## Життєпис
Навчався в Хоростківській середній школі № 1 (1958—1968), Вижницькому училищі прикладного мистецтва (1971—1975, викладачі С. Сахро, С. Вархола). Закінчив художньо-графічний факультет педагогічний інститут у м. Одеса (1981, викладачі В. Русин, П. Злочевський).
У м. Вижниця Чернівецької області: 1976—1981 — викладач, 1982—1986 — заступник директора з навчально-виробничої роботи училища прикладного мистецтва (нині коледж декоративно-прикладного мистецтва). У 1986—1993 — викладач малюнку, живопису, композиції, 1993 — директор Вижницької художньої школи.
У 1992—2003 — заступник голови, від 2003 — голова Буковинського осередку Національної спілки майстрів народного мистецтва України.
Дружина Надія Ворончак — майстриня, педагог.

## Творчість
Володимир Ворончак — один із найкращих учнів майстра художнього випалювання Івана Грималюка.
Працює в техніці гуцульського різьблення з використанням художнього бондарства та випалювання.

### Виставки
Учасник обласних, всеукраїнських та міжнародних художніх виставок, зокрема;
- 1993 — виставка «Мистецтво гуцульського краю» (Київ, Будинок художника);
- 1997 — Всеукраїнська виставка «Народне мистецтво — 1997 р.» (Київ);
- 2000 — Всеукраїнська виставка «Народне мистецтво — 2000 р.» (Київ);
- 2001 — Всеукраїнська виставка «Народне мистецтво — 10-річчю Незалежностї України» (Київ);
- 2010 — Всеукраїнська виставка-конкурс «Кращий твір — 2005» (Київ);
- 2006 (липень) — I Всеукраїнський симпозіум художнього різьблення по дереву (Чернігів);
- 2010 — Всеукраїнська виставка-конкурс «Кращий твір — 2010» (Київ);
- 2011 (листопад) — Всеукраїнська виставка-конкурс «Кращий твір — 2011 р.» (Київ).

Персональні виставки
- 2003 (листопад) — у Національній спілці майстрів народного мистецтва (Київ);
- 2004 (вересень) — у Художньому музеї (Чернівці);
- 2011 (серпень) — у Художньому музеї м, Чернівці
- 2011 (липень) — «Вогняне диво» — у Коломийському Національному музеї народного мистецтва Гуцульщини та Покуття ім. Й. Кобринського;[3]
- 2011 — «Деревоспів»  — у Художньому музеї (Чернівці)[4]).

### Доробок
Співавтор пам'ятника Д. Макогонові (1996) в Хоросткові.
Твори зберігаються в Національному музеї народного мистецтва Гуцульщини та Покуття імені Й. Кобринського (Івано-Франківська область), художньому музеї в Чернівцях, Музеї українського народного декоративного мистецтва (Київ), приватних колекціях в Україні, Канаді, Франції та інших.
Окремі твори
- декоративні тарелі — «Зоряниця» (1993), «Кучері» (1995), «Карпатська містика» (1997), «Кочела» (1999), «Легенда Карпат» (2000);
- свічники — «Берегиня» (2000), «Хрещатий» (2001), «Дерево життя» (2004);
- пасківники — «Писанковий», «Великодні дзвони», «Великдень», «Святковий» (усі — 2005);
- скриньки «Великодня» (2004), «Клятва опришків» (2003), «Аркан» (2004), «Ружа» (2004),
- кухлі, цукерниці, дійнички, декоративні вази, ложки, сільнички, фруктівниці, відерця.

Оформив книги
- С. Кириляк. «Татові вози» (Вижниця: Черемош, 1995),
- С. Кириляк. «Крони на ранніх вітрах» (2000; Вижниця)
- С. Кириляк. «Проміння в зорях Черемошу» (2001; Вижниця);
- обкладинку до антології «На княжих росах побратимів карб» (2000; Вижниця).

Автор статей  «Бондарство та художнє випалювання на Прикарпатті» (ж. «Гуцульщина», 1995, №; 4 та ж. «Народне мистецтво», 1997, №; 2), «Історія та перспективи розвитку художньо-естетичного виховання підростаючого покоління», «Буковина — невід'ємна частина України» (Гуцули буковинського краю: реалії, проблеми, перспективи розвитку. — Вижниця: Черемош, 1997) та інших.
Автор-упорядник книги «Народне мистецтво Буковини» (Вижниця: Черемош, 2007).

## Нагороди і відзнаки
- Почесне звання Заслужений майстер народної творчості України (2005, посвідчення № 229).
- Відзнака «За збереження народної культури» (2011, спілка майстрів народного мистецтва України).
- Почесна відзнака «За заслуги перед Вижниччиною» (2011).[5]
- Районна літературно-мистецька премія імені Г. Гараса (2001).
- Гран-прі 13-го Міжнародного гуцульського фестивалю (2003).
- Обласна літературно-мистецька премія імені Г. Гараса (2011).
- Премія імені Данила Щербаківського (2011).[6]
- Подяка Президента України (2009).
- Почесні грамоти НСМНМУ (1995), Міністерства культури і мистецтв (2003), грамоти та дипломи художніх виставок та фестивалів.